# Сіте (станція метро)
48°51′19″ пн. ш. 2°20′51″ сх. д. / 48.855294444444° пн. ш. 2.34755° сх. д.
«Сіте» (фр. Cité) — станція 4-ї лінії паризького метрополітену. Відкрита 9 січня 1910 року, знаходиться в IV окрузі Парижа.

## Конструкція
Односклепінна станція мілкого закладення (глибина закладення — 19,83 м) з двома береговими платформами на дузі.

## Огляд
Станція «Сіте» — єдина станція паризького метро, розташована на однойменному острові.
Вона була побудована як частина третього етапу лінії, що сполучив станції Шатле та Распай.
На відміну від багатьох інших станцій, розташованих на 4-й лінії, довжина станції «Сіте» становить 110 метрів, а не 90—105 метрів.
Освітлення станції має специфічний зелений колір.
В 2019 році пасажирообіг склав 1,740,572 осіб (264 місце з 302 станцій)

## Визначні пам'ятки
Поблизу станції метро «Сіте» розташовані:
- Собор Паризької Богоматері
- Сент-Шапель
- Палац правосуддя
- Консьєржері
- Площа Дофіна
- Меморіал жертвам депортації
- Шпиталь Отель-Дьє
- Пташиний та квітковий ринок

## Пересадка на наземний транспорт
- Автобуси: 21, 27, 38, 47, 58, 85, 96
- Noctilien: N12, N13, N14, N15, N21, N22